# Paspalum corcovadense
Paspalum corcovadense är en gräsart som beskrevs av Giuseppe Raddi. Paspalum corcovadense ingår i släktet tvillinghirser, och familjen gräs. Inga underarter finns listade i Catalogue of Life.